# Protonemura illiesi
Protonemura illiesi är en bäcksländeart som beskrevs av Kis 1963. Protonemura illiesi ingår i släktet Protonemura och familjen kryssbäcksländor. Inga underarter finns listade i Catalogue of Life.